# روبرت إتش هدسون
روبرت إتش هدسون (بالإنجليزية: Robert H. Hudson)‏ هو نحات ورسام أمريكي، ولد في 8 سبتمبر 1938 في مدينة سولت ليك في الولايات المتحدة.